# Lost on You
Singles de LP
Muddy Waters Other People
Lost on You est une chanson interprétée par la chanteuse américaine LP (Laura Pergolizzi, de son vrai nom), sortie en single le 25 mars 2016 et extraite du EP Death Valley.
Elle est incluse dans l'album Lost on You qui sort le 9 décembre 2016.
Elle se classe en tête dans les charts de plusieurs pays. 
La chanson, résultat d'une histoire passionnelle avec son ex-petite amie, relate la tournure de leur histoire. L'indifférence, la cruauté et le doute sont évoqués lors de son interview avec le site d'actualité musicale Pure Charts. « Comme si tu essayais de sauver les choses, tu continues d’aimer, de vouloir réparer ça. » confie-t-elle à la chaîne MCE. 
LP affirme que ce titre lui a permis d'avancer et de clarifier la situation avec son ancienne compagne.

## Vidéoclip
Dans le clip, on peut y voir sa fiancée, la chanteuse et mannequin Lauren Ruth Ward.

## Classements et certifications

### Classements hebdomadaires
| Classement (2016-2017)                  | Meilleure place |
| --------------------------------------- | --------------- |
| Allemagne (GfK Entertainment)           | 42              |
| Autriche (Ö3 Austria Top 40)            | 4               |
| Belgique (Flandre Ultratop 50 Airplay)  | 9               |
| Belgique (Flandre Ultratop 50 Singles)  | 18              |
| Belgique (Wallonie Ultratop 50 Airplay) | 1               |
| Belgique (Wallonie Ultratop 50 Singles) | 1               |
| Espagne (PROMUSICAE)                    | 60              |
| États-Unis (Alternative Songs)          | 34              |
| États-Unis (Adult Top 40)               | 26              |
| France (SNEP)                           | 1               |
| Israël (Media Forest)                   | 1               |
| Italie (FIMI)                           | 5               |
| Pays-Bas (Single Top 100)               | 72              |
| Portugal (AFP)                          | 65              |
| Suisse (Schweizer Hitparade)            | 5               |
| Suisse (Romandie) (lescharts.ch)        | 1               |
| Turquie (Turkish Music Charts)          | 1               |

### Certifications
| Pays                 | Certifications | Unités certifiées/ vendues      |
| -------------------- | -------------- | ------------------------------- |
| Allemagne (BVMI)     | Or             | 200 000                         |
| Belgique (BEA)       | Or             | 20 000                          |
| Brésil (AFP)         | 2 × Platine    | 120 000                         |
| France (SNEP)        | Diamant        | 35 000 000 (équivalent streams) |
| Grèce (IFPI Greece)  | Platine        | 6 000                           |
| Italie (FIMI)        | 4 × Platine    | 200 000                         |
| Norvège (IFPI)       | Platine        | 60 000                          |
| Pologne (ZPAV)       | Platine        | 20 000                          |
| Portugal (AFP)       | Or             | 5 000                           |
| Royaume-Uni (BPI)    | Argent         | 200 000                         |
| Suisse (IFPI Suisse) | Platine        | 30 000                          |